# 江家屯镇
江家屯镇，原名江家屯乡，是中华人民共和国河北省张家口宣化区下辖的一个乡镇级行政单位。2020年8月撤乡设镇。

## 行政区划
江家屯镇下辖以下地区：
闫家堡村、上闫家堡村、高家圪垯村、庞家坊村、下坊子村、江家屯村、沙河塄村、台子沟村、胶泥湾村、西前所村、西家屯村、古树营村、下湾村、申家屯村、暖店湾村、于家屯村、上黑土地村、下黑土地村、王家寨村、马家梁村、三条堰村和新胜村。